# Ким Тхэхи (актриса)
Ким Тхэхи (кор. 김태희, кит. 金泰熙; род. 29 марта 1980 года) — южнокорейская актриса.
Начав карьеру в начале 2000-х в качестве модели, Тхэхи позднее дебютировала как актриса и прославилась благодаря ролям в дорамах «Лестница в небеса» (2003), «История любви в Гарварде» (2004), «Айрис» (2009), «Моя принцесса» (2011) и «Ён Паль», а также была признана одной из самых красивых женщин Кореи.

## Биография
Тхэхи родилась 29 марта 1980 года в Ульсане, Южная Корея. В 1984 году её отец, Ким Юмун, основал и стал председателем Ульсанской транспортной компании. Будущая актриса постоянно участвовала в благотворительных мероприятиях, помогая молодёжи и бедным семьям. У Тхэхи также есть старшая сестра, Ким Хивон, и младший брат Ли Вон (Ким Хёнсу), который также стал актёром. Тхэхи училась в начальной школе Самсин, средней школе Дэхён и затем поступила в старшую женскую школу Ульсана.
В 1999 году Тэхи переехала в Сеул и поступила в Сеульский университет и стала президентом женской лыжной команды. В 2005 году завершила обучение со степенью бакалавра в области модного дизайна.

## Карьера

### 2000—06: Начинания в карьере и рост популярности
В 2000 году агент рекламной службы впервые увидел Тхэхи в метро и сразу предложил ей работу в качестве модели, прежде чем год спустя она не исполнила эпизодическую роль в мелодраме «Последний подарок»; в 2002 году Тхэхи снялась в короткометражке «Жизнь в новом городе», а также в ситкоме «Вперёд», позднее последовали роли в сериалах «Проблема в доме моего младшего брата» и «Экран».

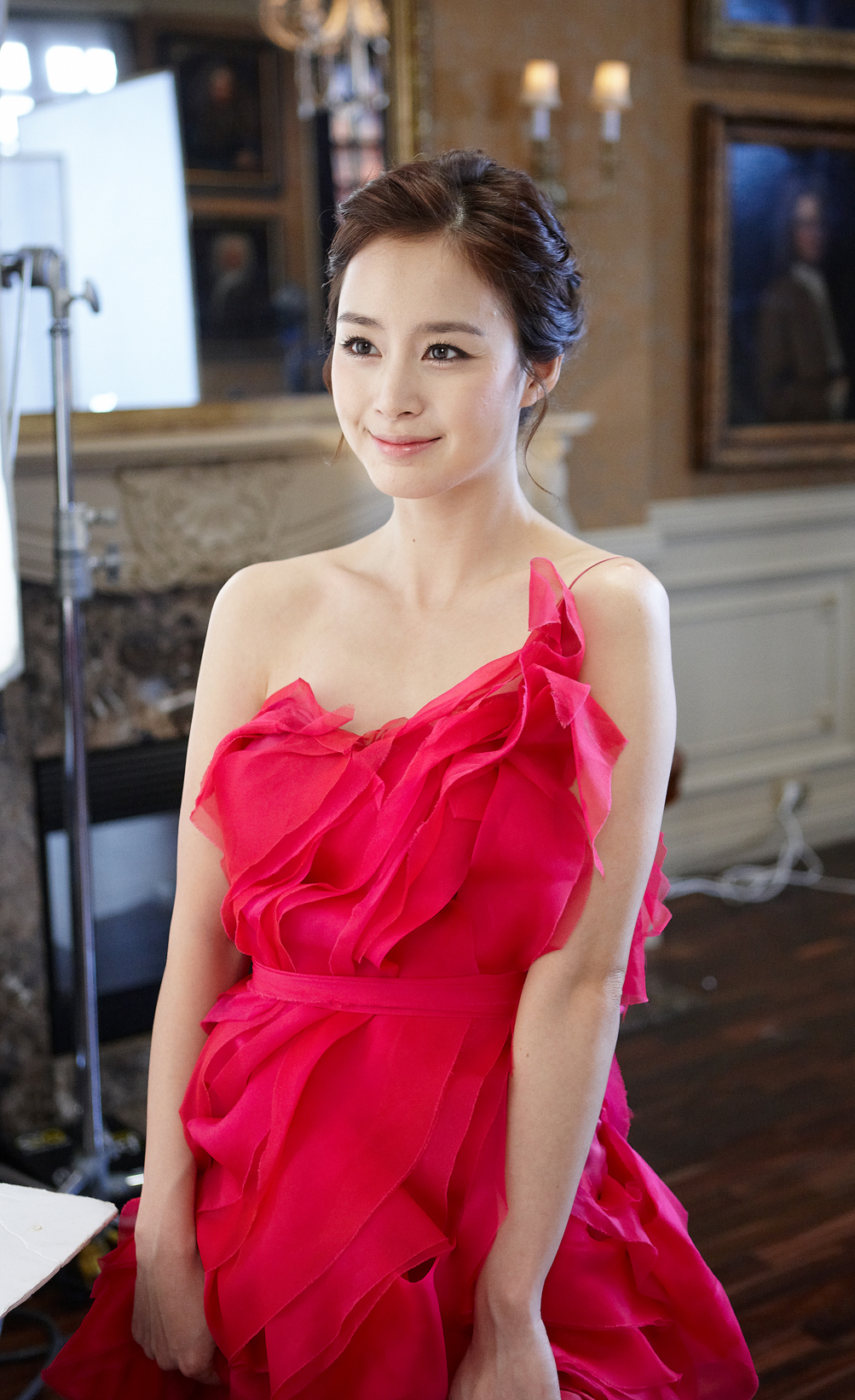
Тхэхи в рекламе LG, 2011 год

В 2003 году Тхэхи стала одной из восходящих актрис Кореи, получив роль в дораме «Лестница в небеса». Она сыграла роль Хан Ю Ри — сводной сестры главной героини. Проект стал не только успешным внутри страны, получив рейтинг в 45,3 % во время финального эпизода, но и в зарубежных странах, благодаря чему последовал ряд ремейков, в том числе в России. В 2004 году Тхэхи получила роли в телесериалах «Запретная любовь» и «История любви в Гарварде». Последний имел высокие рейтинги на телевидении, и позволил Ким одержать победу в категории «Самая популярная актриса» на Baeksang Arts Awards.
Благодаря успеху «Лестницы в небеса» и «Истории любви в Гарварде» Тхэхи стала одним из самых востребованных лиц на корейском телевидении. Её также называли королевой рекламных роликов. Ким, однако, говорила о том, чтобы её больше ценили за актёрскую игру и успехи в актёрской деятельности, чем за участие в рекламе.
В 2006 году Тхэхи дебютирует на больших экранах в фильме «Беспокойный», а год спустя снялась в романтической комедии «Венера и Марс»; оба фильма не имели успеха и провалились в прокате.

### 2009—14: «Айрис» и международная популярность
Тхэхи вернулась на малые экраны в 2009 году, исполнив роль профилировщика Национального агентства разведки в телесериале «Айрис». Он стал одним из самых дорогих корейских сериалов и был хорошо принят публикой со средним рейтингом в 30 %. На KBS Drama Awards Тхэхи впервые одержала победу в категории «Особые успехи в сериале», что стало её третьей наградой за заслуги в актёрстве, включая награды «Лучшая новая актриса» и «Награда за популярность». В январе 2010 года актриса покидает Namoo Actors и переходит в Lua Entertainment. 16 сентября состоялся выход спортивного фильма «Гран-при», где Тхэхи исполнила главную роль.
После успеха «Айриса» Тхэхи исполнила главную роль в телесериале «Моя принцесса», где её героиня, Ли Соль, узнает, что является представителем королевской знати. Позднее в том же году она дебютирует на экранах Японии в сериале «90 дней со звездой», где играет роль звезды волны Халлю, которая влюбляется в своего телохранителя. Японская публика тепло приняла проект, в результате чего Тхэхи завоевала статус одной из популярных актрис страны, при этом работая в основном в Корее. Позднее актриса столкнулась с критикой от японцев из-за своей поездки в Швейцарию в 2005 году во время территориального спора между Кореей и Японией в качестве посланца доброй воли Кореи.
В 2013 году Тхэхи исполнила главную роль в исторической дораме «Чан Ок Чон — жизнь ради любви». Позднее она вновь сыграла в китайской исторической дораме «Святой Ван Сичжи».

### 2015—настоящее время: Возрождение карьеры
Тхэхи вернулась на экраны Кореи в 2015 году, исполнив главную роль в сериале «Ён Паль». Благодаря высоким рейтингам Ким выиграла «Награду за особые успехи» на Korea Drama Awards. Четыре года спустя Тхэхи была утверждена на главную роль в сериале «Здравствуй, мама».

## Личная жизнь
С сентября 2012 года Тхэхи встречалась с южнокорейским певцом и актёром Рейном. Они поженились 19 января 2017 года. У пары две дочери: первая родилась 25 октября 2017 года, а вторая — 19 сентября 2019 года.

## Фильмография
| Год  |   | Русское название                     | Оригинальное название                   | Роль                  |
| ---- | - | ------------------------------------ | --------------------------------------- | --------------------- |
| 2001 | с | Последний подарок                    | Last Present                            | Пак Чонён в молодости |
| 2002 | ф | Вперёд                               | Let’s Go                                | Тхэхи                 |
| 2002 | с | Жизнь в новом городе                 | Living in New Town                      | Джису                 |
| 2003 | с | Экран                                | Screen                                  | Ким Сохён             |
| 2003 | с | Проблема в доме моего младшего брата | A Problem at My Younger Brother's House | Пак Суджин            |
| 2003 | с | Лестница в небеса                    | Stairway to Heaven                      | Хан Юри               |
| 2004 | с | Запретная любовь                     | Forbidden Love                          | Юн Сиён               |
| 2004 | с | История любви в Гарварде             | Love Story in Harvard                   | Ли Суин               |
| 2006 | ф | Беспокойный                          | The Restless                            | Со Хва/Юн Хва         |
| 2007 | ф | Венера и Марс                        | Venus and Mars                          | Юн Джина              |
| 2009 | с | Айрис                                | Iris                                    | Чхве Сынхи            |
| 2010 | ф | Гран-при                             | Grand Prix                              | Со Чжухи              |
| 2010 | ф | Айрис: Кино                          | Iris: The Movie                         | Чхве Сынхи            |
| 2011 | с | Моя принцесса                        | My Princess                             | Ли Соль               |
| 2011 | с | 90 дней со звездой                   | Boku to Star no 99 Nichi                | Хан Юна               |
| 2013 | с | Чан Окчон — жизнь ради любви         | Jang Ok-jung, Living by Love            | Чан Окчон             |
| 2014 | с | Святой Ван Сиджи                     | Кси Руи                                 |                       |
| 2015 | с | Ён Паль                              | Young-pal                               | Хан Ёджин             |
| 2020 | с | Здравствуй, мама                     | Hi Bye, Mama!                           | Ча Юри                |

## Награды и номинации
| Год  | Церемония                        | Номинация                                  | Что номинировано                | Результат | Ссылка |
| ---- | -------------------------------- | ------------------------------------------ | ------------------------------- | --------- | ------ |
| 2003 | SBS Drama Awards                 | Новая звезда                               | «Лестница в небеса»             | Победа    |        |
| 2004 | Andre Kim Best Star Awards       | Новая звезда (женщина)                     | «Лестница в небеса»             | Победа    | [ 44 ] |
| 2004 | KBS Drama Awards                 | Лучшая новая актриса                       | «Запретная любовь»              | Победа    |        |
| 2004 | SBS Drama Awards                 | Награда за особые успехи                   | «История любви в Гарварде»      | Номинация |        |
| 2004 | SBS Drama Awards                 | Награда за особые успехи (актриса в драме) | «История любви в Гарварде»      | Номинация |        |
| 2004 | SBS Drama Awards                 | Награда за популярность                    | «История любви в Гарварде»      | Победа    |        |
| 2004 | SBS Drama Awards                 | Звезда топ-10                              | «История любви в Гарварде»      | Победа    |        |
| 2005 | Paeksang Arts Awards             | Самая популярная актриса (телевидение)     | «История любви в Гарварде»      | Победа    |        |
| 2007 | Paeksang Arts Awards             | Самая популярная актриса (кино)            | «Беспокойный»                   | Победа    |        |
| 2007 | Pyeongtaek Film Festival         | Лучшая новая актриса (кино)                | «Беспокойный»                   | Победа    |        |
| 2007 | Chunsa Film Art Awards           | Лучшая новая актриса                       | «Беспокойный»                   | Номинация |        |
| 2007 | Grand Bell Awards                | Награда за международную популярность      | «Беспокойный»                   | Победа    | [ 45 ] |
| 2007 | Grand Bell Awards                | Лучшая новая актриса                       | «Беспокойный»                   | Номинация |        |
| 2007 | Blue Dragon Film Awards          | Популярная звезда                          | «Беспокойный»                   | Победа    | [ 46 ] |
| 2007 | Blue Dragon Film Awards          | Лучшая новая актриса                       | «Беспокойный»                   | Номинация |        |
| 2007 | Korean Film Awards               | Лучшая новая актриса                       | «Беспокойный»                   | Номинация |        |
| 2007 | André Kim Best Star Awards       | Награда звезды (женщина)                   | Нет информации                  | Победа    | [ 47 ] |
| 2009 | KBS Drama Awards                 | Награда за особые успехи (актриса)         | «Айрис»                         | Номинация | [ 48 ] |
| 2009 | KBS Drama Awards                 | Награда за особые успехи в сериале         | «Айрис»                         | Победа    | [ 48 ] |
| 2009 | KBS Drama Awards                 | Лучшая пара с Ли Бёнхоном                  | «Айрис»                         | Победа    | [ 48 ] |
| 2010 | Paeksang Arts Awards             | Лучшая актриса (телевидение)               | «Айрис»                         | Номинация |        |
| 2010 | Korea Drama Awards               | Лучшая актриса                             | «Айрис»                         | Номинация |        |
| 2011 | Seoul International Drama Awards | Выдающаяся корейская актриса               | «Моя принцесса»                 | Номинация |        |
| 2011 | MBC Drama Awards                 | Награда за особые успехи в мини-сериале    | «Моя принцесса»                 | Номинация |        |
| 2011 | MBC Drama Awards                 | Награда за популярность (актриса)          | «Моя принцесса»                 | Номинация |        |
| 2011 | MBC Drama Awards                 | Лучшая пара с Сон Сын Хоном                | «Моя принцесса»                 | Номинация |        |
| 2013 | Cosmo Beauty Awards              | Звезда Азии                                | Нет информации                  | Победа    |        |
| 2013 | SBS Drama Awards                 | Награда за особые успехи в драме           | «Чан Чон Ок — жизнь ради любви» | Номинация |        |
| 2015 | Korea Drama Awards               | Награда за особые успехи (актриса)         | «Ён Паль»                       | Победа    |        |
| 2015 | APAN Star Awards                 | Награда за особые успехи в мини-сериале    | «Ён Паль»                       | Номинация |        |
| 2015 | SBS Drama Awards                 | Награда за особые успехи в мини-сериале    | «Ён Паль»                       | Победа    | [ 49 ] |
| 2015 | SBS Drama Awards                 | Лучшая пара с Чжу Воном                    | «Ён Паль»                       | Победа    | [ 49 ] |
| 2015 | SBS Drama Awards                 | Звезда топ-10                              | «Ён Паль»                       | Победа    | [ 49 ] |